# قورا
القوراء (مالتی: Il-Qawra ،تلفظ در مالتی: [ʔawra]) منطقه ای در خلیج سنت پل در منطقه شمالی، مالت است. این مکان یک استراحتگاه توریستی محبوب است که دارای هتل‌ها و رستوران‌های زیادی است.
در حدود سال ۱۶۳۸، شوالیه‌های سنت جان، برج قورا را در جایی که امروزه قورا واقع شده، به عنوان بخشی از مجموعه ای از استحکامات دفاع از خط ساحلی مالت، ساختند. در سال ۱۷۱۵ یک آتشبار در اطراف آن ساخته شد و یک دیوار سنگر هم در دهه ۱۷۶۰ اضافه شد. امروزه برج و آتشبار به یک رستوران بدل شده‌اند و قسمت‌هایی از سنگر هنوز هم دیده می‌شود.